# グレイソン郡 (バージニア州)
グレイソン郡（英: Grayson County）は、アメリカ合衆国バージニア州の南西部に位置する郡である。2010年国勢調査での人口は15,533人であり、2000年の17,917人から13.3%減少した。郡庁所在地はインディペンデンス町（人口947人）であり、同郡で人口最大の町でもある。州内最高峰である標高5,729フィート (1,746 m) のロジャース山が郡内にある。

## 歴史
グレイソン郡は1793年にワイス郡から分離して設立された。郡名は1784年から1787年まで連合会議の代議員を務め、バージニア州選出初代アメリカ合衆国上院議員2人のうちの1人だったウィリアム・グレイソンに因んで名付けられた。

## 地理
アメリカ合衆国国勢調査局に拠れば、郡域全面積は446平方マイル (1,155.1 km2)であり、このうち陸地443平方マイル (1,147.4 km2)、水域は3平方マイル (7.8 km2)で水域率は0.73%である。バージニア州の最南点が郡内にある。

### 主要高規格道路
- アメリカ国道21号線
- アメリカ国道58号線
- アメリカ国道221号線
- バージニア州道16号線
- バージニア州道89号線
- バージニア州道93号線
- バージニア州道94号線
- バージニア州道274号線

### 隣接する郡と独立市
- ジョンソン郡 (テネシー州) - 南西
- サリバン郡 (テネシー州) - 南西
- ワシントン郡 - 西
- スミス郡 - 北西
- ワイス郡 - 北東
- アッシュ郡 - 南
- アリゲイニー郡 (ノースカロライナ州) - 南
- サリー郡 - 南東
- ガラックス市 - 東
- キャロル郡 - 東

### 国立保護地域
- ブルーリッジ・パークウェイ（部分）
- ジェファーソン国立の森（部分）
- ロジャース山国立レクリエーション地域(部分）

## 人口動態
以下は2000年国勢調査による人口統計データである。
| 基礎データ - 人口: 17,917人 - 世帯数: 7,259 世帯 - 家族数: 5,088 家族 - 人口密度: 16人/km2（40人/mi2） - 住居数: 9,123軒 - 住居密度: 8軒/km2（21軒/mi2） 人種別人口構成 - 白人: 91.70% - アフリカン・アメリカン: 6.79% - ネイティブ・アメリカン: 0.12% - アジア人: 0.07% - 太平洋諸島系: 0.03% - その他の人種: 0.70% - 混血: 0.60% - ヒスパニック・ラテン系: 1.55% 年齢別人口構成 - 18歳未満: 19.5% - 18-24歳: 7.6% - 25-44歳: 29.8% - 45-64歳: 26.2% - 65歳以上: 16.9% - 年齢の中央値: 40歳 - 性比（女性100人あたり男性の人口） - 総人口: 107.7 - 18歳以上: 109.7 | 世帯と家族（対世帯数） - 18歳未満の子供がいる: 26.4% - 結婚・同居している夫婦: 57.6% - 未婚・離婚・死別女性が世帯主: 8.5% - 非家族世帯: 29.9% - 単身世帯: 26.8% - 65歳以上の老人1人暮らし: 12.9% - 平均構成人数 - 世帯: 2.31人 - 家族: 2.77人 収入と家計 - 収入の中央値 - 世帯: 28,676米ドル - 家族: 35,076米ドル - 性別 - 男性: 24,126米ドル - 女性: 17,856米ドル - 人口1人あたり収入: 16,768米ドル - 貧困線以下 - 対人口: 13.6% - 対家族数: 10.0% - 18歳未満: 18.8% - 65歳以上: 16.3% |

## 町
- フリーズ
- インディペンデンス - 郡庁所在地
- トラウトデール

### 未編入の町
| - ベイウッド - エルククリーク - マウスオブウィルソン | - ラグビー - カマーズロック - フラットリッジ | - フェアビュー - グラント - ボルニー |

## 教育

### 公立高校
グレイソン高校、インディペンデンス町

### 私立学校
オークヒル・アカデミー、マウスオブウィルソン

## 文化
グレイソン郡はアパラチア山脈の中にあり、昔から伝統的、すなわちオールドタイム・ミュージックとそのミュージシャンで有名だった。アパラチア山脈地域の全体がオールドタイム・ミュージックで知られているが、ノースカロライナ州のマウントエアリーとバージニア州のガラックスが、この音楽が強く残っている地域であり、若者にも支持されている。国内でも著名な音楽コンテストの1つ、オールド・フィドラーズ・コンベンションが、1935年から毎年ガラックスで開催されている。他にも、グレイソン郡フィドラーズ・コンベンション、フリーズ・フィドラーズ・コンベンション、ウェイン・ヘンダーソン・ギター祭など、バイオリン奏者の競演会やオールドタイムとブルーグラスの祭りが開催されている。地域でしられたオールドタイムのバンドとして、ホワイトトップ・マウンテンバンド、ニュー・バラーズ・ブランチ・ボグトロッターズ、ウルフ・ブラザーズ・ストリングバンド、コナロック・クリッターズなどがいる。